# Список лауреатов Государственной премии Российской Федерации (Башкортостан)
Государственная премия Российской Федерации — форма поощрения граждан Российской Федерации  за выдающиеся творческие достижения в области науки и техники, труде, литературы и искусства. 
Государственные премии РФ  учреждены постановлением Президента РФ N 282 — рп от 5 июня 1992 года.
Лауреатами Государственных премий РФ  являются лица, награждённые за выдающиеся достижения в области науки и техники, труде, литературы и искусства. 
Лауреатам премии вручалась нагрудная медаль по образцу прежней медали лауреата Государственной премии СССР, планка медали имела окраску российского триколора. 
Ниже приводится перечень лауреатов Государственной премии РФ из Башкортостана по областям деятельности в порядке алфавита в хронологической последовательности присуждения премии.
| Год  | Область деятельности   | Имя                              | Годы жизни | Примечания |
| ---- | ---------------------- | -------------------------------- | ---------- | --- |
| 1992 | Координационная химия  | Муринов, Юрий Ильич              | р. 1942    | За полный синтез эйкозаноидов, разработку новых высокоэффективных простагландиновых препаратов                                                               |
| 1992 | Химия                  | Мифтахов, Мансур Сагарьярович    | р. 1947    | За полный синтез эйкозаноидов, разработку новых высокоэффективных простагландиновых препаратов                                                               |
| 1992 | Химия                  | Востриков, Николай Сергеевич     | р. 1951    | За полный синтез эйкозаноидов, разработку новых высокоэффективных простагландиновых препаратов                                                               |
| 1992 | Химия                  | Валеев, Фарит Абдуллович         | р. 1952    | За полный синтез эйкозаноидов, разработку новых высокоэффективных простагландиновых препаратов                                                               |
| 1992 | Химия                  | Толстиков, Александр Генрихович  | р. 1957    | За полный синтез эйкозаноидов, разработку новых высокоэффективных простагландиновых препаратов                                                               |
| 1992 | Фармакология           | Лазарева, Дина Наумовна          | р. 1922    | За полный синтез эйкозаноидов, разработку новых высокоэффективных простагландиновых препаратов                                                               |
| 1994 | Техника                | Савельев, Владимир Иванович      | р. 1933    | За создание и освоение серийного производства плавающих двухзвенных гусеничных транспортеров высокой проходимости и большой грузоподъемности ДТ-10П и ДТ-30П |
| 1994 | Механика               | Челпановский, Анатолий Федорович | род. 1936  | За создание и освоение серийного производства плавающих двухзвенных гусеничных транспортеров высокой проходимости и большой грузоподъемности ДТ-10П и ДТ-30П |
| 1994 | Машиностроение         | Чахеев, Андрей Леонидович        | р. 1951    | За создание и освоение серийного производства плавающих двухзвенных гусеничных транспортеров высокой проходимости и большой грузоподъемности ДТ-10П и ДТ-30П |
| 1994 | Автомобилестроение     | Семёнов, Виктор Васильевич       | р. 1955    | За создание и освоение серийного производства плавающих двухзвенных гусеничных транспортеров высокой проходимости и большой грузоподъемности ДТ-10П и ДТ-30П |
| 1994 | Лингвистика            | Кайбышева, Татьяна Юрьевна       |            | |
| 1995 | Театральное искусство  | Буляков, Флорид Минемуллинович   | р. 1948    | За спектакль Башкирского государственного академического театра драмы имени М. Гафури «Бибинур, ах, Бибинур» по пьесе Ф. М. Булякова                         |
| 1995 | Театральное искусство  | Исрафилов, Рифкат Вакилович      | р. 1941    | За спектакль Башкирского государственного академического театра драмы имени М. Гафури «Бибинур, ах, Бибинур» по пьесе Ф. М. Булякова                         |
| 1995 | Театральное искусство  | Еникеев Тан                      | р. 1948    | За спектакль Башкирского государственного академического театра драмы имени М. Гафури «Бибинур, ах, Бибинур» по пьесе Ф. М. Булякова                         |
| 1995 | Театральное искусство  | Ханов, Олег Закирович            | р. 1951    | За создание образа Абдрахмана в спектакле «Бибинур, ах, Бибинур!                                                                                             |
| 2008 | Литература и искусство | Шайхинуров, Салават Муллаханович | р. 1970    | За социально-культурную программу «Смешарики», направленную на воспитание подрастающего поколения                                                            |

См. также Список лауреатов Государственной премии СССР (Башкортостан)